# Samori Turé
Samori Turé o Samory Touré (1830-1900) fou almamy (sobirà) a Guinea i Mali a l'imperi Wassulu. Va néixer a Miniambaladougou, al sud-est de l'actual Guinea, i va morir el 2 de juny 1900 al Gabon, va ser un sobirà i un combatent contra la colonització francesa a l'Àfrica de l'oest.

## Primers anys
Era fill d'uns comerciants diula (jula); va créixer en una Àfrica de l'oest en plena mutació a conseqüència del nombre creixent de contactes amb els europeus. El comerç amb Europa havia fet rics certs estats africans, al mateix temps que una utilització creixent de les armes de foc modificava la guerra tradicional. Ben aviat de la seva vida, Samory es va convertir a l'islam.
El 1848, la mare de Samory va ser capturada durant un raid fet per Sory Birama, del clan Cissé. Després d'haver arranjat l'alliberament de la seva mare, Samori es va posar al servei dels Cissé i es va assabentar així del maneig de les armes. Segons la tradició, van quedar al seu servei "set anys, set mesos, set dies" abans de fugir amb la seva mare.
Es va allistar llavors per a dos anys en l'exèrcit dels Bérété, enemics dels cissé, abans d'unir-se al seu propi poble, els Kamara, el clan de la seva mare. Anomenat "kélétigui" ("cap de guerra") a Dyala el 1861, Samori va pronunciar el jurament de protegir el seu poble contra els Bérété i els Cissé. Va crear un exèrcit professional i va designar els seus parents, sobretot els seus germans i amics d'infantesa, a llocs de comandament 

## Expansió al Sudan
En 1864, al-Hadjdj Umar Tall, el fundador d'un agressiu imperi que dominava la regió de l'Alt Níger, l'imperi Tuculor, va morir. Mentre que aquest Imperi es disgregava, els generals i els dirigents locals lluitaven per crear els seus propis Estats.
El 1867, Samori era un cap de guerra (kèlètigi), posseint el seu propi exèrcit reagrupat a Sanankoro a les terres altes guineanes, sobre les ribes de l'alt Milo, un afluent del riu Níger i va comprendre aviat que tenia dues tasques primordials a complir: crear un exèrcit eficaç i lleial dotat d'armes de foc modernes, i construir-se un estat estable.
El 1876, Samori va poder importar fusells de carregament per la culata per la mediació de la colònia britànica del Sierra Leone. Va conquerir el districte de Buré, ric en or (actualment a cavall sobre la frontera entre Guinea i Mali), per tal de reforçar les seves finances. El 1878 era prou poderós per autoproclamar-se "faama" ("dirigint polític-militar") del seu propi imperi Wassoulou. Va fer de Bissandugu la seva capital i va començar intercanvis comercials i diplomàtics amb l'imperi Tuculor veí i moribund.
El 1881, després d'una difícil lluita, Samori era capaç d'assegurar el seu control sobre Kankan, ciutat clau del comerç dels diula, situada a la vora de l'Alt Milo. Kankan era un centre del comerç de la nou de cola, i ben posicionada estratègicament per controlar les rutes de comerç veïnes. El 1881, l'imperi Wassoulou s'estenia a Guinea i a Mali, des de l'actual Sierra Leone fins al nord de Costa d'Ivori. A Kankan va trobar diversos erudits àrabs entre els quals Sidiki Sherifu Haidara, xeic de la confraria dels Kadiriyya, que va esdevenir el seu mestre, i va comptar també amb un secretari personal.
Mentre Samori conqueria els nombrosos petits estats tribals que l'envoltaven, maniobrava també per assegurar la seva situació diplomàtica. Va començar relacions regulars amb els britànics a Sierra Leone, i va teixir vincles prometedors amb l'estat gihadista dels fulbe (o peuls o fula). El 1884, al final del mes de ramadà, es va proclamar almami (al-imam), títol agafat dels caps de guerra veïns. A la correspondència no obstant el títol apareix com amir al-muminin; el 1886, després d'un cercle d'estudis musulmans, es va fer proclamar namutigi (mestre de la tradició).

## Primers enfrontaments contra els francesos
A finals de la dècada del 1870, els francesos es van començar a estendre per l'Àfrica Occidental, a partir de l'est del Senegal amb l'objectiu d'arribar a l'alt Nil al Sudan actual. Van recercar també a progressar cap al sud-est per arribar a les seves bases a Costa d'Ivori. Aquests moviments els conduïren a un enfrontament directe contra Samori.
El febrer 1882, una expedició francesa va atacar un dels exèrcits de Samori que assetjava Keniera. Samori aconseguí rebutjar els francesos, però es va espantar per la disciplina i la potència de foc dels exèrcits europeus. El francesos entraven a Bamako l'1 de febrer de 1883.
Samori va intentar neutralitzar els francesos per diversos mitjans. En primer lloc, va estendre el seu domini cap al sud per assegurar una línia de comunicació amb Libèria. El gener de 1885 va enviar una ambaixada a Freetown, la capital del Sierra Leone, però els britànics no estaven interessats, en aquesta època, en una confrontació amb França, encara que van autoritzar a Samori a comprar-los un gran nombre de fusells de repetició.
Quan una expedició dirigida pel governador colonial francès del Sudan, Antoine Combes, va provar el 1885 de prendre possessió de les mines d'or de Buré, Samori va contraatacar. Dividint el seu exèrcit en tres columnes mòbils, aconseguí amenaçar greument les línies de comunicació franceses i aquests es van replegar de pressa. Va seguir el primer tractat, el de Kenyeba-Kura (1886).
Samori va establir des de 1885 un islam rigorós, imposant la xaria i creant cadis i mestres (karamoko) islàmics, forçant als no musulmans a convertir-se. Aquesta política era contrària a la tradició mandinga i fins i tot la seva família i els seus partidaris s'hi van mostrar en contra. Algunes derrotes en la lluita contra el regne rival de Kenedugu (Sikasso) van aconsellar a Samori afluixar la pressió (la política va quedar suprimida el 1889).

## Guerra i derrota
El 1887, Samori podia comptar amb un exèrcit disciplinat de 30.000 a 35.000 infants, organitzats sobre el model europeu en escamots i companyies, i 3.000 cavallers, repartits en esquadrons de 50 homes cadascun. Tanmateix, els francesos estaven decidits a no deixar a Samori que consolidés les seves posicions. Van explotar la rebel·lió d'algunes tribus animistes sotmeses per Samori, i es van continuar estenent a costa de les regions oest de l'Imperi, forçant Samori a signar tractats pels quals els cedia aquests territoris entre 1886 (Keneyba-Kura), i 1889 (Bisandugu 1887 i Nyako 1889).
El març de 1891, una expedició francesa sota les ordres del coronel Archinard va llançar un atac directe sobre Kankan. Sabent que les fortificacions de la ciutat no resistirien a l'artilleria francesa, Samori va comprometre una guerra de moviments. Malgrat les victòries que va obtenir contra columnes franceses aïllades (per exemple a Dabadugu el setembre 1891), Samori va fracassar en expulsar els francesos fora del cor del seu regne.
El juny de 1892, el successor del coronel Archinard, Humbert, que portava una petita força ben equipada amb soldats escollits, va capturar Bissandugu, la capital del Wassoulou. Una altra desgràcia per a Samori va ser la detenció de les vendes d'armes pels britànics, preocupats per respectar la convenció de Brussel·les de 1890.
Samori es va replegar cap a l'est, cap al Bandama i Comoe. Va portar una política de la terra cremada, devastant cada parcel·la de terreny que evacuava. Bé que a causa d'aquesta tàctica va quedar separat de la seva nova font de proveïment en armes, Libèria, va aconseguir retardar la persecució francesa. El 1897 els jula de Kong (al nord de la Costa d'Ivori) li van retirar el suport i en revenja va destruir la seva capital (18 de maig de 1897). El seu fill Sarankèny-Mori va atacar i massacrar a un columna francesa prop de Bouna (20 d'agost de 1897) tot i les ordes en contra del seu pare.
No obstant això, les derrotes d'altres exèrcits de resistència, particularment la de Babemba Traoré a Sikasso, va permetre a l'exèrcit colonial llançar un atac general contra Turé. Va ser capturat per sorpresa el 29 setembre 1898 a Gelemu (oest de la Costa d'Ivori) pel comandant Gouraud, i enviat a Saint-Louis del Senegal i després exiliat al Gabon. Els francesos van establir la Colònia de la Costa d'Ivori.
Samori va morir en captivitat el 2 de juny de 1900, com a resultat d'una pneumònia.

## En la cultura popular

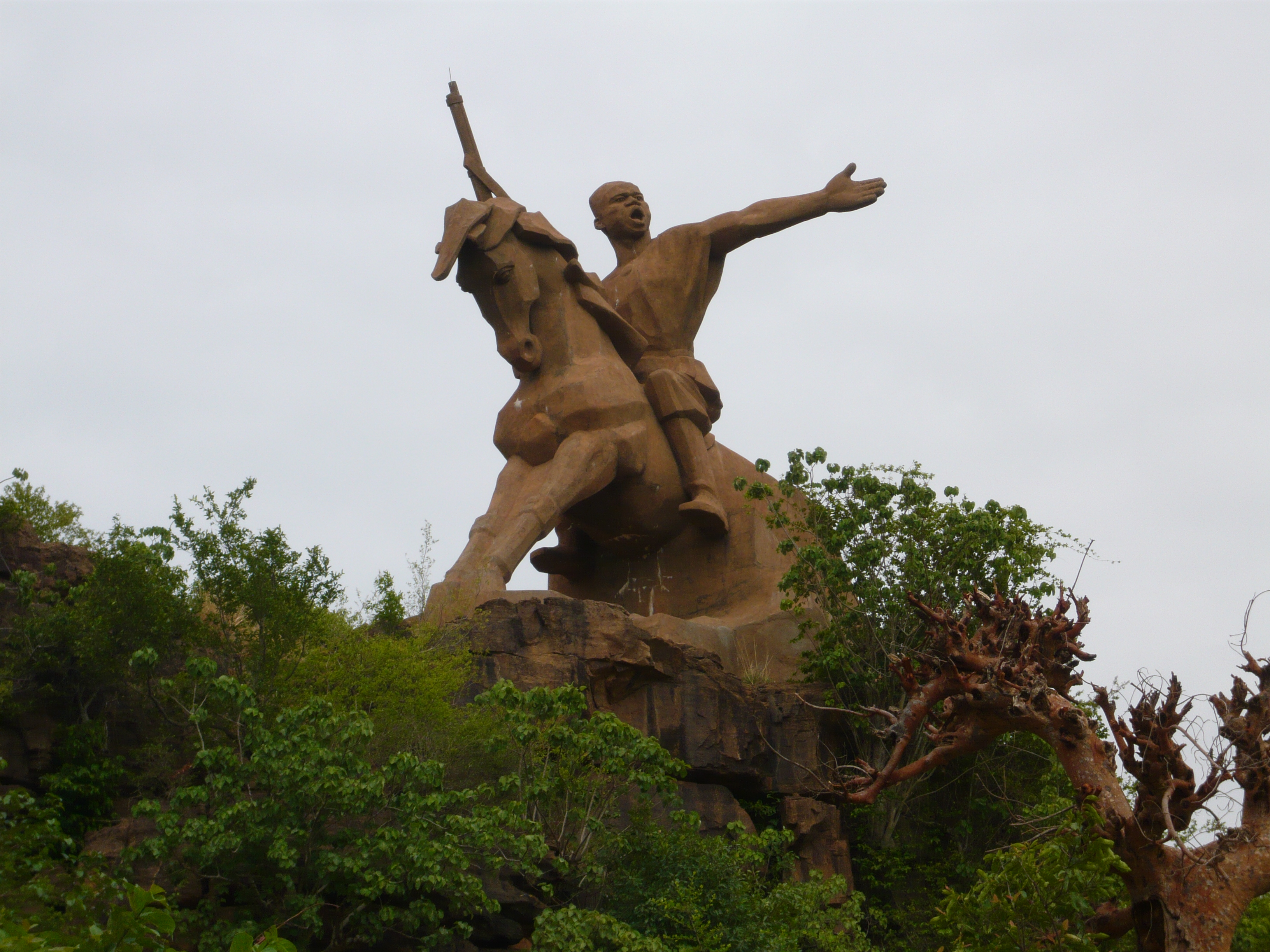
Sofa (soldat esclau) de Samory-Woyowoyanko a Bamako

L'obra teatral de Massa Makan Diabaté (una guineu en desdejuni) (1988) està inspirada en la firma del tractat de Kéniéba-Koura per Samori Toure el 1886, qui cedia la riba esquerra del Níger a França.
El grup guineà Bembeya Jazz National va commemorar Samori Toure al seu àlbum "Mirada sobre el passat" aparegut el 1969. L'àlbum lloa la resistència anti-colonial feta per Turé i el començament de construcció nacional de Guinea.